# Bunić
Bunić falu Horvátországban, Lika-Zengg megyében. Közigazgatásilag Udbinához tartozik.

## Fekvése
Gospićtól légvonalban 23 km-re, közúton 31 km-re északkeletre, községközpontjától légvonalban 20 km-re, közúton 28 km-re északnyugatra, a Korbavamező nyugati szélén, a Likai-középhegység lábánál, a Gospićot Korenicával összekötő 25-ös számú főút mellett fekszik.

## Története
A települést 1486-ban említik először Frangepán Miklós birtokával szomszédos faluként. 1527-ben Lika és Korbava nagy részével együtt elfoglalta a török. Horvát lakossága elmenekült. A hódoltság idején pravoszláv vlachok települtek ide. 1685 nyarán és őszén Herberstein generális vezette horvát sereg tört be Lika és Korbava megszállt területeire, mely során mintegy ezer házat és udvarházat égetett fel és mintegy négyezer marhát hajtott el. Bunić vidékéről mintegy száz vlach család települt át Brinje és Otocsán környékére. 1689-ben Udbina felszabadítása után a visszavonuló török sereg felgyújtotta Bunićot. 1732-ben lakossága Dobrivoj Knežević bunići kapitány vezetésével csatlakozott a császáriak elleni likai felkeléshez, melynek megtorlásaként a felkelés vezetőit kivégezték, a falu házait pedig felgyújtották. Régi katolikus templomát két itt meghalt gyermeke emlékére Gideon Laudon tábornagy akkor még századosként építtette 1743 és 1745 között a Kisboldogasszony tiszteletére. 1745-ben és 1746-ban Laudon bunići századparancsnokként a korbavai mező futóhomokjának megkötésére tölgyerdőt telepíttetett. Később feketefenyőt, tamariskát és fehér akácot is telepítettek hozzá. Ebből alakult ki a mai 33 hektáros Laudonov Gaj parkerdő, amely az ő nevét viseli. Katolikus plébániáját 1807-ben alapították, temploma plébániatemplom lett. 1864-ben a régi templom helyén új templomot emeltek. Az építést Laundon emlékére a bécsi hadügyminisztérium harmincezer forinttal támogatta. Az építés vezetője az otocsáni ezred pallérja volt. Az építés 1862-ben kezdődött. A köveket a debelo brdoi kőbányából hozták, a kőfaragást tengermelléki mesterek végezték, a templomot pedig itáliai mesterek építették. A szentély bal oldalán sírboltot építettek a két gyermek számára. A templomot 1864. augusztus 24-én a hívek és a papság sokasága körében szentelte fel Vjenceslav Soić zenggi püspök. A falunak 1857-ben 1554, 1910-ben 1784 lakosa volt. A trianoni békeszerződés előtt Lika-Korbava vármegye Korenicai járásához tartozott. Ezt követően előbb a Szerb-Horvát-Szlovén Királyság, majd Jugoszlávia része lett. A II. világháború idején 1941 júliusában usztasák szállták meg a falut, több szerbet megöltek és házukat rájuk gyújtották. 26-án a rendőrőrs pincéjében nyolcvan szerbet kínoztak meg és öltek meg. 1942-ben a bevonuló szerb partizánok bosszúból a falu horvát lakosságát, amely akkor mintegy négyszáz főt tett ki elüldözték, vagy megölték. Katolikus plébániatemplomát lerombolták. 1991-ben lakosságának 92 százaléka szerb nemzetiségű volt, akik még abban az évben a Krajinai Szerb Köztársasághoz csatlakoztak. A horvát hadsereg 1995. augusztus 6-án foglalta vissza a települést. Szerb lakossága nagyrészt elmenekült. A falunak 2011-ben 133 lakosa volt.

## Lakosság
| Lakosság változása | Lakosság változása | Lakosság változása | Lakosság változása | Lakosság változása | Lakosság változása | Lakosság változása | Lakosság változása | Lakosság változása | Lakosság változása | Lakosság változása | Lakosság változása | Lakosság változása | Lakosság változása | Lakosság változása | Lakosság változása |
| ------------------ | ------------------ | ------------------ | ------------------ | ------------------ | ------------------ | ------------------ | ------------------ | ------------------ | ------------------ | ------------------ | ------------------ | ------------------ | ------------------ | ------------------ | ------------------ |
| 1857               | 1869               | 1880               | 1890               | 1900               | 1910               | 1921               | 1931               | 1948               | 1953               | 1961               | 1971               | 1981               | 1991               | 2001               | 2011               |
| 1.554              | 1.676              | 1.642              | 1.761              | 1.941              | 1.784              | 1.941              | 1.670              | 921                | 887                | 806                | 685                | 527                | 399                | 136                | 133                |

## Nevezetességei
- Kisboldogasszony tiszteletére szentelt római katolikus plébániatemploma[4] 1862 és 1864 között épült román – gótikus stílusban. 1864. augusztus 24-én szentelte fel Vjenceslav Soić zenggi püspök. Belseje 1865-ben készült el teljesen. Hajója és szentélye boltozattal volt fedve, sekrestyéje a meghosszabbított szentélyben az oltár mögött volt. Tetejét bádoglemez fedte, falai világosszürke mészkőlapokkal voltak burkolva. Minthogy dombon épült már messziről látható volt. A látványhoz hozzájárult, hogy magas körítőfallal vették körül, mely biztosította, hogy a templom körül körmeneteket tartsanak. Laudon gyermekeinek sírboltja a templom előtt, a szentély bal oldalán volt, rajta emléktáblát helyeztek el és zöld vasráccsal kerítették. A templomot a II. világháború idején a szerb partizánok lerombolták. Ma tető nélkül, csupasz falakkal áll, de újjáépítése tervben van.
- Szent Miklós tiszteletére szentelt szerb pravoszláv temploma 1867-ben épült, 1942-ben felgyújtották. Parókiájához Bunić, Šalamunić, Kozjan és Ljubovo települések tartoznak.